# Joseph Johann Ferraris
Conte Joseph Johann Graf von Ferraris (Lunéville, 22 aprile 1726 – Vienna, 1º aprile 1814) è stato un generale e cartografo austriaco.

## Esordi

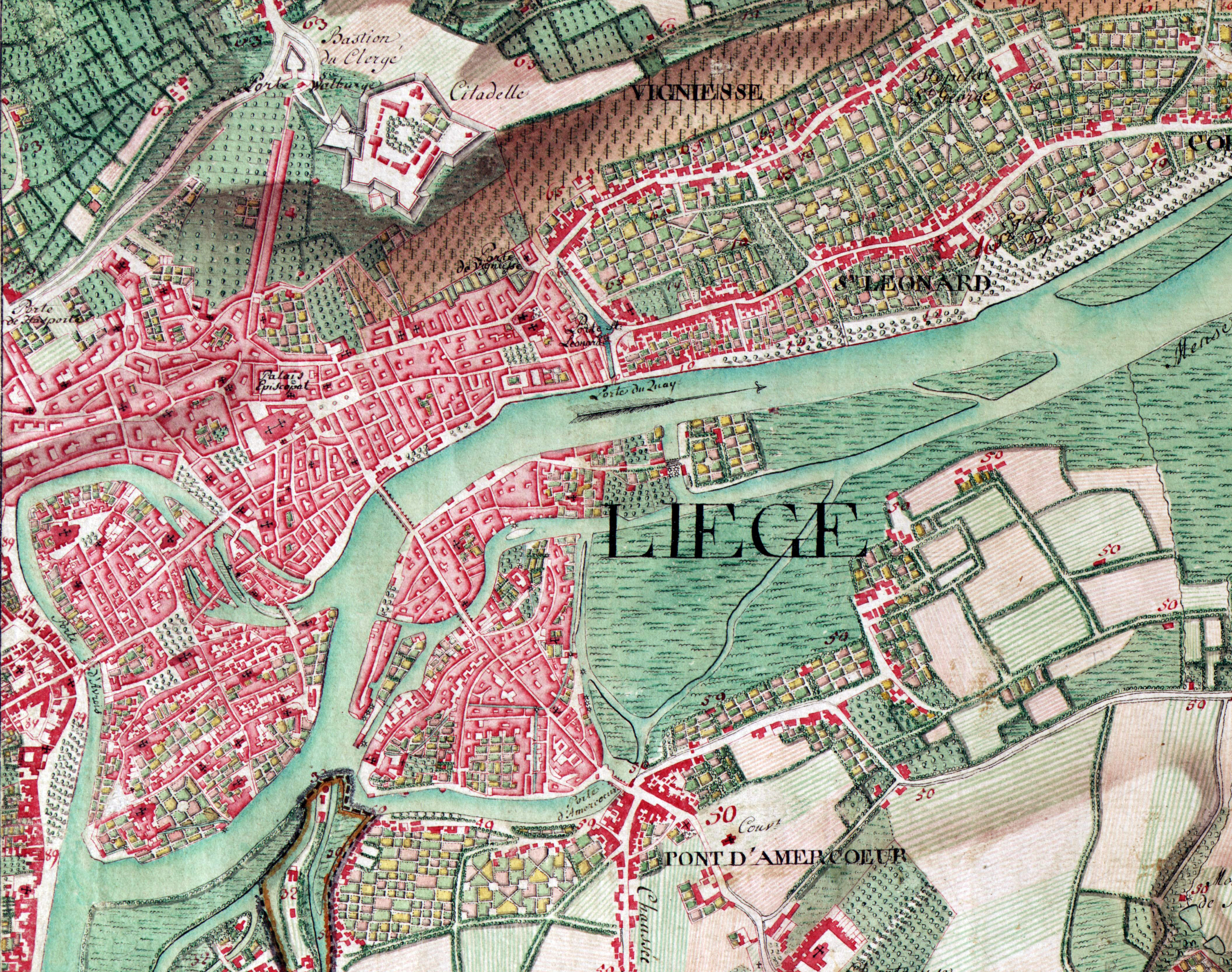
Liegi nel 1775, dalle carte del Ferraris

### Protetto dalla Casa di Lorena
Originario della Lorena quando ancora era retta dalla Casa di Lorena, nell'estate del 1736 venne ammesso come paggio nei palazzi imperiali di Vienna, al servizio dell'imperatrice Amalia, vedova dell'imperatore Giuseppe I (morto nel 1711).

### Inizio della carriera militare
Nel corso della Guerra di successione austriaca fu presente, il 17 maggio 1742, alla Battaglia di Chotusitz, ove venne gravemente ferito.
Nella successiva Guerra dei sette anni nuove ferite gli guadagnarono la promozione ad Hauptmann (capitano), nel 1750, a maggiore, nel 1757 a Oberstleutnant (Tenente colonnello). Grado con il quale venne aggregato, nel 1757 al reggimento di fanteria del Principe Carlo Alessandro di Lorena, suo protettore. Con questo reggimento prese parte alla grande vittoria imperiale alla Battaglia di Hochkirch, il 14 ottobre 1758. Ne guadagnò, il 4 dicembre seguente, una menzione ufficiale e l'Ordine di Maria Teresa. Il 3 novembre 1760 prese parte alla Battaglia di Torgau e, ad inizio 1761, venne promosso Generalmajor (generale-maggiore)
Terminata la Guerra dei sette anni, nel 1763 fu attivo nell'amministrazione militare.

## I Paesi Bassi austriaci

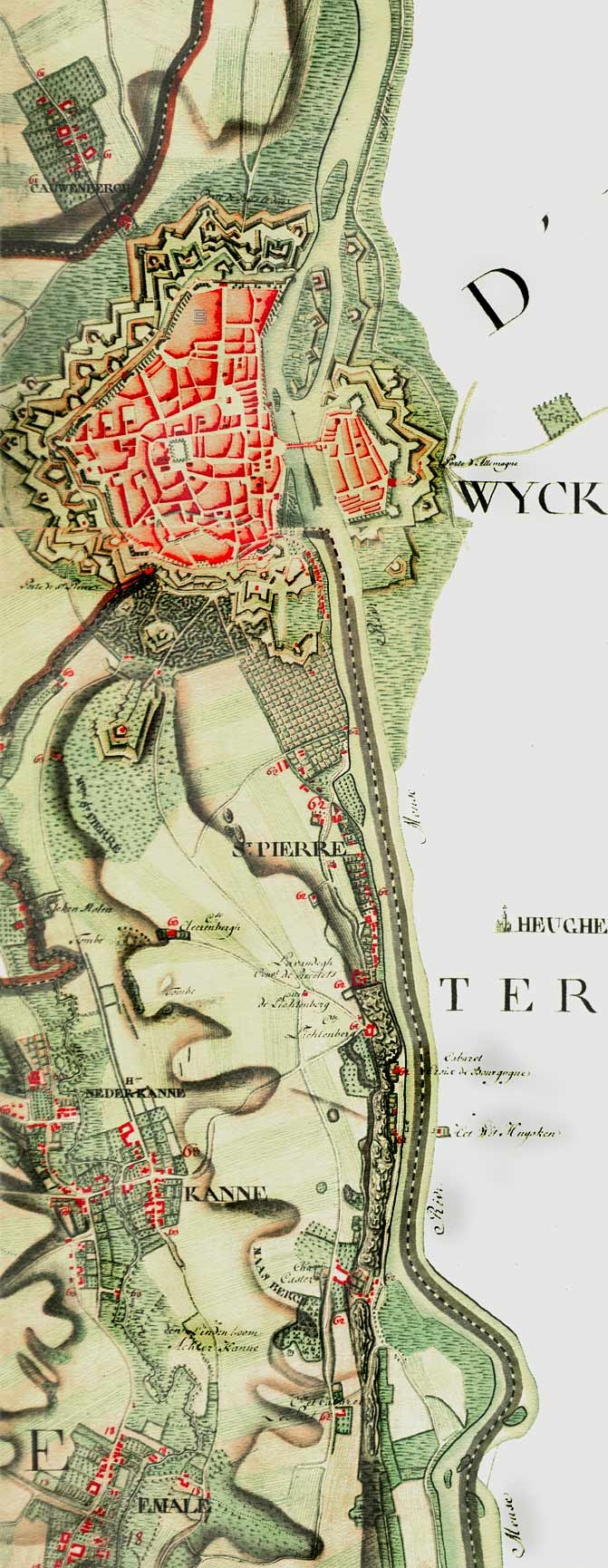
Dettaglio della mappa della città di Maastricht

### Direttore dell'artiglieria
Essendo il Principe Carlo Alessandro di Lorena, dal 1744 al 1780, governatore dei governatore dei Paesi Bassi austriaci, Ferraris passò a direttore dell'artiglieria dei Paesi Bassi austriaci, carica che ricoprì sino alla fine degli anni sessanta, quando lo stesso Carlo di Lorena lo incaricò della realizzazione della carta geografica della foresta di Soignes e del domaine royal di Mariemont.

### La mappatura dei Paesi Bassi
A seguito di questa esperienza, nel 1769, il Ferraris propose al suo protettore di cartografare l'insieme dei Paesi Bassi austriaci, sul modello francese. Tale proposta aveva il pregio di rispondere ad una richiesta giunta dalla corte imperiale di Vienna sin dal 1759. Ferraris propose una carta molto dettagliata (scala 1:11 520), detta Carte-de-Cabinet (o carta ad uso del governo).
Ma il progetto del Ferraris comprendeva anche lo sviluppo, poi, di una seconda carta in scala 1: 86 400 (la stessa usata in Francia dal Cassini) da destinarsi al grande pubblico, con lo scopo di finanziare i costi delle rilevazioni.
La proposta venne accettata e sanzionata dall'Imperatrice Maria Teresa e dal figlio, associato al trono, Giuseppe II.

### Le Carte de Ferraris
I rilievi vennero effettuati nel periodo 1771-75. Essi si basarono sui rilievi degli ufficiali di artiglieria, ma anche sui dati dello stesso Cassini che coprivano un tratto meridionale al confine, sulle carte rilevate dai geografi francesi nel corso dei numerosi conflitti a cavallo fra il XVII ed il XVIII secolo, sulle esistenti carte della regione di Namur (e, forse, di altre regioni) già ben dettagliate.
Le informazioni via via rilevate, venivano annotate su dei grandi fogli nello studio di disegno a Malines. Le mappe vennero realizzate in scala 1:11 520 e formarono una collezione di 275 tavole colorate a mano di dimensione 0,90 × 1,40 m ciascuna. Erano accompagnate da una collezione di 12 volumi di commenti, che riguardavano gli aspetti del territorio mappato di interesse economico e militare (fiumi, ponti, foreste, spazi adatti per accampamenti militari, etc.). Questi fogli ed annotazioni costituivano la Carte de cabinet.
Contemporaneamente, a Malines veniva redatta anche la carte marchande, incisa da L.A. Dupuis. Le due opere vennero terminate nel 1775.
Rimangono tre originali delle Charte de cabinet. Una conservata al Kriegsarchiv di Vienna, una al Rijksarchief all'Aia, la terza nella Libreria Reale del Belgio a Bruxelles. Quest'ultima era dedicata al Principe Carlo Alessandro di Lorena, suo protettore. A lungo conservata a Vienna, passò al Belgio nel 1922, come parte delle riparazioni guerra.
Nel 1777-78, Ferraris pubblicò una versione ridotta delle Carte-de-Cabinet, in scala 1:86 400, in 25 fogli, per uso commerciale (cosiddette carte marchande).
Sempre nel 1777 figura come membro della Loggia l'Heureuse Rencontre N. 8 di Bruxelles, frequentata principalmente da aristocratici e membri dell'alta nobiltà, vi figurerà ancora nel 1786.

### Continuazione della carriera militare
Nel 1773 Generalleutnant Tenente generale, nel 1775, governatore di Dendermonde (nelle Provincia delle Fiandre Orientali) e, nel 1784, Feldzeugmeister.
Nel corso di questa lunga permanenza, si sposò, il 25 novembre 1776, con Marie Henriette d'Ursel, di 36 anni, duchessa e discendente di una delle più nobili famiglie dei Paesi Bassi austriaci.

### La Rivoluzione del Brabante
Tale parentela non gli impedì, allo scoppio della Rivoluzione del Brabante, nell'ottobre del 1789, di rimanere fedele all'Imperatore. Anzi, allorché, il 12 dicembre, il ministro plenipotenziario Trautmansdorff ed il governatore militare D'Alton abbandonarono Bruxelles, essi vennero licenziati dal vicecancelliere Philipp Cobenzl ed il comando generale dell'esercito attribuito al Ferraris. Contestualmente il vicencancelliere (cui Giuseppe II aveva attribuito tutti i poteri) aveva ordinato al Ferraris di raggiungerlo nella grande fortezza (germanofona) di Lussemburgo, l'unica provincia dei Paesi Bassi austriaci che non si fosse rivoltata. 

Ma il Ferraris ricevendo quest'ordine ... di propria iniziativa andò a Bruxelles a parlamentare con i rivoltosi, immaginandosi che sarebbe bastato parlare loro per persuaderli, poiché egli aveva una moglie del Brabante, la signora d'Ursel. Ma gli andò male: come che venne, lo si mise agli arresti e non riebbe la propria libertà che dando la propria parola d'onore di non servire mai contro la cosiddetta repubblica. Dunque non diede alcun contributo alla repressione, dopo circa un anno, dell'insurrezione inizialmente vittoriosa, che venne invece condotta dal Bender.

## Le guerre con la Francia rivoluzionaria

### Prima Coalizione
Negli anni successivi prese parte a diversi scontri della guerra della prima coalizione. Per il suo coraggio alle battaglia di Famars ed all'assedio di Valenciennes, venne insignito della croce di commendatore dell'Ordine Militare di Maria Teresa. Ironicamente, anche i francesi fecero largo uso delle mappe del Ferraris.

### Ulteriori onori a Vienna
Il 27 agosto 1793, Ferraris, che a seguito delle guerre rivoluzionarie aveva perso tutti i propri beni in Lorena ed in Belgio, venne promosso da Francesco II. vicepresidente nel 'Consiglio di Guerra di Corte' a Vienna (k.k. Hofkriegsrat).  Ma, nell'ottobre dello stesso anno Ferraris egli si dedicò interamente alla stesura di un'esatta carta dell'Impero austriaco.
Nel 1807 venne ammesso al Geheimrat (Consiglio Segreto) e promosso feldmaresciallo.

### Esito
Morì ad 88 anni, il 1º aprile 1814, in Vienna.
L'unica figlia, contessa Molly Zichy-Ferraris (1780-1866), sposò nel 1799, il conte Franz Zichy di Vasanykeö (1777-1839). Delle tre nipoti, la più giovane, Melanie, divenne la terza moglie del Principe di Metternich.

## Memoria
A Bruxelles, la sede del Governo fiammingo è ospitata in un palazzo battezzato Graaf de Ferrarisgebouw, in sua memoria.
Molte strade in Belgio e nel Granducato del Lussemburgo gli sono dedicate.